# زلاتوپوله (استان خاسکوو)
زلاتوپوله (به بلغاری: Zlatopole) یک منطقهٔ مسکونی در بلغارستان است که در شهرستان دیمیترووگراد واقع شده‌است.